# Verkhnezúndov
Verkhnezúndov (en rus: Верхнезундов) és un poble (un khútor) de l'óblast de Rostov, a Rússia, segons el cens del 2010 tenia 125 habitants, pertany al municipi d'Ostrovianski.